# Trigonoptera sordida
Trigonoptera sordida är en skalbaggsart som först beskrevs av Francis Polkinghorne Pascoe 1867.  Trigonoptera sordida ingår i släktet Trigonoptera och familjen långhorningar. Inga underarter finns listade i Catalogue of Life.